# Ринарциці (Нижньосілезьке воєводство)
Ринарциці (пол. Rynarcice, нім. Groß Rinnersdorf) — село в Польщі, у гміні Рудна Любінського повіту Нижньосілезького воєводства.
Населення — 235 осіб (2011).
У 1975-1998 роках село належало до Легницького воєводства.

## Демографія
Демографічна структура станом на 31 березня 2011 року:
|          | Загалом | Допрацездатний вік | Працездатний вік | Постпрацездатний вік |
| -------- | ------- | ------------------ | ---------------- | -------------------- |
| Чоловіки | 115     | 25                 | 78               | 12                   |
| Жінки    | 120     | 36                 | 60               | 24                   |
| Разом    | 235     | 61                 | 138              | 36                   |